# Dům čp. 294 (Štramberk)
Dům čp. 294 stojí na ulici Horní Bašta ve Štramberku v okrese Nový Jičín. Roubený dům byl postaven na konci 18. století. Byl zapsán do Ústředního seznamu kulturních památek ČR před rokem 1988 a je součástí městské památkové rezervace.

## Historie
Podle urbáře z roku 1558 bylo na náměstí postaveno původně 22 domů s dřevěným podloubím, kterým bylo přiznáno šenkovní právo, a sedm usedlých na předměstí. Uprostřed náměstí stál pivovar. V roce 1614 je uváděno 28 hospodářů, fara, kostel, škola a za hradbami 19 domů. Za panování jezuitů bylo v roce 1656 uváděno 53 domů. První zděný dům čp. 10 byl postaven na náměstí v roce 1799. V roce 1855 postihl Štramberk požár, při němž shořelo na 40 domů a dvě stodoly. V třicátých letech 19. století stálo nedaleko náměstí ještě dvanáct dřevěných domů.
Původní roubený dům čp. 294 byl postaven na konci 18. století, je vsazen do svahu v ulici Horní Bašta. Tuto skutečnost potvrzuje dendrologický průzkum jedlových kmenů roubenky, který datuje jejich kácení na přelom let 1780–1781. Dům byl rekonstruován v 19. a 20. století. K zadní stěně byla přistavěna zděná část. Objekt je příkladem původní předměstské zástavby ve Štramberku.

## Stavební podoba
Dům je přízemní roubená stavba na obdélném půdorysu, je orientovaná štítovou stranou do ulice Horní Bašta. Dispozice je trojdílná se síní, jizbou a komorou. Stavba je roubená z kuláčů. Je postavena na vysoké kamenné podezdívce, která vyrovnává svahovou nerovnost. Pod štítovým průčelím je vchod do klenutých sklepů v podezdívce. Uliční průčelí má tři olištovaná okna, východní okapové průčelí je dvouosé se vstupem do domu. Štít je trojúhelníkový svisle bedněný se třemi výzorníky a oknem, s kabřincem ve vrcholu a podlomenicí v patě štítu. Střecha je sedlová.